# Letca Veche
Letca Veche – wieś w Rumunii, w okręgu Giurgiu, w gminie Letca Nouă. W 2011 roku liczyła 1171 mieszkańców.